# G.Bommenahalli, Kadur
G.Bommenahalli là một làng thuộc tehsil Kadur, huyện Chikmagalur, bang Karnataka, Ấn Độ.